# Костюк Ігор Володимирович
І́гор Володи́мирович Костю́к (нар. 14 вересня 1975, Київ, СРСР) — колишній український футболіст, півзахисник, зараз тренер молодіжної команди U-19 «Динамо» (Київ).  . Вихованець ДЮСШ «Динамо» (Київ). Викликався до національної збірної України. Після закінчення активних виступів певний час практикував тренерську діяльність.

## Біографія

### Клубна кар'єра
В дитинстві Ігор захоплювався багатьма видами спорту — фігурним катанням, танцями, гандболом та боротьбою. Проте футбол завжди займав особливе місце у житті хлопця. Спершу Костюк займався у дитячій команді «Локомотив», однак на одному з турнірів талановитого результативного форварда помітив тренер ДЮСШ «Динамо» Олександр Шпаков та запросив хлопця на перегляд. На той час у динамівській школі підібралася досить пристойна команда цього віку, до якої входили Андрій Шевченко, В'ячеслав Кернозенко, Олександр Голоколосов, Віталій Брунько, Максим Павленко та інші. Однак Костюк швидко став одним з лідерів колективу.

У складі «Динамо-2» юний півзахисник дебютував, коли йому не виповнилося ще й вісімнадцяти. І починаючи з сезону 1993/1994 міцно забронював за собою місце у складі динамівського резерву, демонструючи не за роками зрілу та результативну гру.

13 квітня 1996 року Ігор Костюк дебютував у складі київського «Динамо», провівши повний матч проти донецького «Шахтаря» (3:1). А три тижні потому записав на свій рахунок і перший забитий м'яч, вразивши у Києві ворота одеського «Чорноморця». Однак напередодні повернення до клубу Валерія Лобановського Костюка спіткала невдача — у матчі за «Динамо-2» він зламав кісточку.

Коли стало зрозуміло, що до основи «Динамо» повернутися вже майже неможливо, Костюк разом з Віктором Леоненко та Анатолієм Безсмертним вирушив до ФК «Тюмень». Проте, провівши за російський клуб лічені матчі, повернувся на Батьківщину та пристав на пропозицію полтавської «Ворскли».

У Полтаві Костюк швидко став своїм та отримав довіру спочатку Віктора Пожечевського, а потім і Анатолія Конькова, що замінив останнього на тренерському містку «Ворскли». Ігор, без сумніву, був одним з лідерів та найяскравіших футболістів, навколо яких формувалася уся командна гра. Мабуть головним показником рівня гри, який демонстрував Костюк, стало запрошення до збірної, що для гравця стало неабияким успіхом.

А вже навесні 2000 року футболіст знову опинився у рідному «Динамо», однак задовольнився лише п'ятьма появами на полі у другій половині чемпіонату. Це було суттєвим кроком назад і, бажаючи щось змінити, півзахисник домовився з керівництвом київського клубу про оренду до Полтави, де він почувався немов вдома.

Друга поява Костюка у «Ворсклі» виявилася не такою вдалою. Провиною цьому стала травма хрестоподібних зв'язок, отримана в одному з товариських матчів.

Після нетривалого перебування у лавах ужгородського «Закарпаття» та відновлення кондиції у «Динамо-2» футболіст опинився у складі «Арсеналу» (Київ). Однак виступав переважно у фарм-клубі «канонірів», яким на той час був бориспільський «Борисфен». Певний час поширювалися чутки про зацікавленість у послугах Ігора харківського «Металіста», однак далі перегляду справа не зайшла. Лише у сезоні 2004/2005 років Костюк отримав місце у основі «Арсеналу» та провів на досить непоганому рівні півтора сезони. Однак травми продовжували дошкуляти, і, можливо, Ігор завершив би кар'єру, якби не пропозиція Юрія Максимова пограти у ЦСКА.

Погодившись на запрошення Максимова, Костюк не планував затримуватися у складі армійців надовго, розцінюючи виступи у ЦСКА як можливість підтримати форму, проте провів у складі київського клубу майже три з половиною сезони, поступово перейшовши на посаду помічника головного тренера ЦСКА.

### Виступи у збірних
1994 року виступав за юнацьку збірну України U-18.
Вперше до молодіжної збірної Костюка було викликано 1996 року на матч української молодіжки з однолітками з Грузії. Цей матч відбувся 3 вересня 1996 року і закінчився перемогою українців з рахунком 3:1. Ігор Костюк відіграв перший тайм та поступився місцем на полі Євгену Римшину.
Наступного виклику до табору «жовто-синіх» довелося чекати майже три роки. Впевнена гра у складі «Ворскли» призвела до того, що Костюка було включено до списку гравців, які готувалися до стикових поєдинків проти словенців за право виходу у фінальну частину Євро-2000. Однак на полі Ігор так і не з'явився, а дебютував у збірній України майже півроку потому у матчі проти збірної Болгарії (1:0).

### Тренерська діяльність
Граючи у ЦСКА почав суміщати функції футболіста з тренерською роботою, а згодом, закінчивши активні виступи, отримав тренерський диплом категорії «B» та увійшов до тренерського штабу київських армійців, яких на той час очолював Андрій Ковтун. Після того, як ЦСКА було розформовано, призупинив тренерську діяльнисть та сконцентрувався на веденні бізнесу разом з дружиною та виступах за команду ветеранів київського «Динамо-2». З 2012 року працює тренером юнацького (U-19), а згодом молодіжного (U-21) складу «Динамо» (Київ).

## Досягнення
- Дворазовий чемпіон України (1996, 2000)
- Володар Кубка України (1999/2000)

## Сім'я
Мати — Любов Володимирівна, працювала у галузі торгівлі. Батько — Володимир Петрович, працював на заводі та у будівельній компанії. Має молодшу сестру Ольгу та брата Андрія, який теж займався у ДЮСШ «Динамо» (Київ), однак футболістом так і не став.

Одружений. З дружиною Мариною познайомився завдяки друзям, які, як і Марина, працювали у сфері стоматології.